# Gærfase
Gærfase kaldes den særlige livsform, som visse svampe overgår til, når miljøet er for stresset. I denne livsform dannes der ikke hyfer og mycelier, og formeringen foregår mest ukønnet, nemlig ved knopskydning.
Nogle slægter kendes kun i gærfase. Det gælder f.eks. slægten Saccharomyces og nogle andre, nærtstående slægter. Andre svampe kan tvinges til det under særlige betingelser:
- Mangel på ilt
- Overskud af CO2
- Høj temperatur
- Rigelig adgang til svovlforbindelser

Det er vigtigt at bemærke, at svampeformer, som skader de indre organer hos mennesker, findes i gærfase. Det er uklart, om denne livsform er særligt aggressiv, eller om det blot er det iltfattige miljø i vores indre, som fremkalder gærfasen.